# 轟はじめ
轟 はじめ（とどろき はじめ、英: Todoroki Hajime）は、日本のバーチャルYouTuber、バーチャルアイドル。ホロライブプロダクション傘下のVTuberグループ「hololive DEV_IS」に所属するReGLOSS（リグロス）のメンバー。ダンスを得意とする。

## 概要
誕生日は6月7日。21歳（デビュー時）。身長155センチ。愛称は「番長」など。挨拶は「ぶんぶんぶーん！ hololive DEV_ISからデビューした、ReGLOSSの番長！ 轟はじめです！」など。相棒はペンギンの『ばんぺん』。
「スタイリスト」（イラストレーター）はAちき、「柔軟の先生」（Live2D）は入江燈。
ファンネームは「真っす組（まっすぐみ）」。配信タグは「#ぶんぶんばんちょー」、アートタグは「#はじめ武勇伝」。推しマークはペンギンとカミナリ。好きなものはダンスやお笑いなど。好きな音楽は、特にK-POPやシティポップ。
特徴の一つは滑舌の甘さ。早口言葉を得意とする。

## 略歴
2023年9月10日、自身のYouTubeチャンネルで初配信を行った。翌9月11日、ReGLOSSのデビュー曲『瞬間ハートビート』がリリースされた。
2024年9月10日、ReGLOSSがデビュー1周年を迎えた。同日、個人として初のオリジナルソング『BANCHO』をリリース、発表から5日で100万再生を突破した。また、ReGLOSSとヤンマガのコラボでは、『1日外出録ハンチョウ』とのコラボイラストが公開された。
同年9月28日、3Dモデルが発表された。同日、ReGLOSSとして3Dライブ「Reach the top！」を実施、最大同時視聴者数が20万人を超えた。同ライブでは、振付・振付指導も担当した。同年11月6日、ReGLOSSのファーストアルバム『ReGLOSS』がリリースされた。
2025年5月に公開された、ゆーり（SPEEDSTAR RECORDS）の新曲「うっちゃい」のミュージックビデオで振付を担当した。
2025年8月6日、YouTubeのチャンネル登録者数100万人を達成した。

## 主な出演

### ライブ
- 「YouTube Music Weekend 8.0」（2024年8月23日、YouTube）[23][24]
- 「hololive 6th fes. Color Rise Harmony」DAY1（2025年3月8日、幕張メッセ）[25][26]

### ゲーム
- 2024年7月4日に配信開始された「グルーヴコースター ワイワイパーティー!!!!」の追加ダウンロードコンテンツ「ホロライブ パック2」にて、音乃瀬奏と共に、録り下ろしボイスつきナビゲーターとアバターとして登場する[27]。ReGLOSSの楽曲も収録されている[27]。

### インターネット番組
- 『オーイシマサヨシ×鈴木愛理の【でしょでしょ!!】』（2025年8月12日、テレビ朝日公式YouTubeチャンネル「動画、はじめてみました」） - 音乃瀬奏と共にゲスト出演した[28]。

## タイアップ
- アース製薬（2025年6月4日） - この日は同社が設定した「虫ケア用品の日」であり、儒烏風亭らでんと共にコラボ動画で虫ケアについて学んだ[29]。

## リリース音源
○出典：hololive（ホロライブ）公式サイト

### 轟はじめ
| 発売日         | タイトル | 楽曲製作者                                                     | 品番     | 出典          |
| -------------- | -------- | -------------------------------------------------------------- | -------- | ------------- |
| 2024年11月26日 | BANCHO   | -                                                              | CVRD-507 | [ 30 ]        |
| 2025年1月12日  | Countach | 作詞：浦島健太、作曲・アレンジ：山元祐介 ミックス：片山博文    | CVRD-524 | [ 31 ] [ 4 ]  |
| 2025年6月8日   | BANZAI   | 作詞・作曲：マサ（Dannie May）、編曲：田中タリラ（Dannie May） | CVRD-582 | [ 32 ] [ 33 ] |

### ReGLOSS
| 発売日        | タイトル                 | 品番     | 出典   |
| ------------- | ------------------------ | -------- | ------ |
| 2023年9月11日 | 瞬間ハートビート         | CVRD-330 | [ 34 ] |
| 2024年3月24日 | シンメトリー             | CVRD-398 | [ 35 ] |
| 2024年8月11日 | 泡沫メイビー             | CVRD-454 | [ 36 ] |
| 2024年9月11日 | フィーリングラデーション | CVRD-473 | [ 37 ] |
| 2025年3月10日 | サクラミラージュ         | CVRD-545 | [ 38 ] |
| 2025年7月11日 | ミッドサマーシトラス     | CVRD-594 | [ 39 ] |

| 発売日        | タイトル | 品番     | 出典   |
| ------------- | -------- | -------- | ------ |
| 2024年11月6日 | ReGLOSS  | CVRD-492 | [ 40 ] |

### hololive IDOL Project
| 発売日        | タイトル                                            | 品番     | 出典   |
| ------------- | --------------------------------------------------- | -------- | ------ |
| 2024年3月15日 | ホロライブ言えるかな？hololive SUPER EXPO 2024 ver. | CVRD-406 | [ 41 ] |